# Большая Сукромка
Большая Сукромка (Сукромна) — река в России, протекает в Тульской области. Правый приток Дона.

## География
Река Большая Сукромка берёт начало у деревни Балахны и посёлка Бегичевский, где на ней образован пруд. Течёт на восток. Впадает в Дон ниже села Бутырки. Устье реки находится в 1828 км по правому берегу реки Дон. Длина реки составляет 25 км, площадь водосборного бассейна 217 км².

### Притоки (км от устья)
- 2,6 км: река Малая Сукромка (Каменка) (пр)
- 14 км: река Городнянка (Городянка) (лв)

## История
Упоминается в разрядных документах второй половины XVI века — «Роспись сторожам из украиных городов от польския украины по Сосне, по Дону, по Мече и по иным речкам»:
Сторожа вверхъ Сукромны и Непрядвы, а сторожем на ней стояти из Епифани трем человекам.

## Данные водного реестра
По данным государственного водного реестра России относится к Донскому бассейновому округу, водохозяйственный участок реки — Дон от истока до города Задонск, без рек Красивая Меча и Сосна, речной подбассейн реки — бассейны притоков Дона до впадения Хопра. Речной бассейн реки — Дон (российская часть бассейна).
По данным геоинформационной системы водохозяйственного районирования территории РФ, подготовленной Федеральным агентством водных ресурсов:
- Код водного объекта в государственном водном реестре — 05010100312107000000212
- Код по гидрологической изученности (ГИ) — 107000021
- Код бассейна — 05.01.01.003
- Номер тома по ГИ — 07
- Выпуск по ГИ — 0